# Поркија (Асколи Пичено)
Поркија (итал. Porchia) насеље је у Италији у округу Асколи Пичено, региону Марке.
Према процени из 2011. у насељу је живело 178 становника. Насеље се налази на надморској висини од 338 м.